# Biciclo Kangaroo

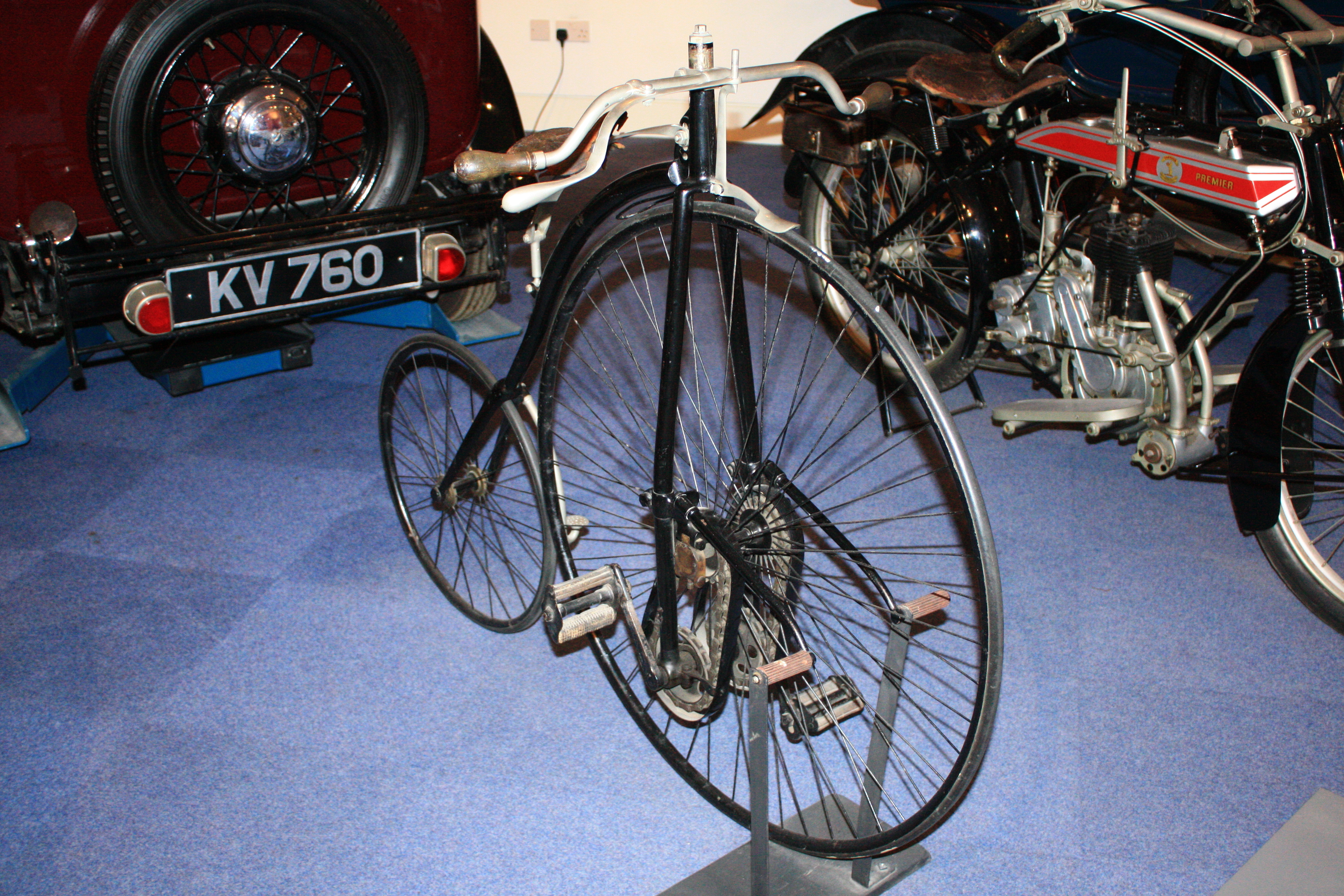
Biciclo enano de seguridad Kangaroo (1884), en el Museo del Transporte de Coventry

El biciclo enano Kangaroo ("Canguro" en inglés) fue diseñado en 1884 por Hillman, Herbert, y Cooper como una alternativa a las bicicletas de seguridad normales. Tenía una rueda delantera de 91,4 cm dotada de dos mecanismos de plato y cadena (uno a cada lado de la rueda frontal, que gracias a la relación de multiplicación empleada, la hacían equivalente a una rueda de 1,52 m de diámetro). Esta disposición permitía reducir considerablemente la altura del asiento, evitando uno de los principales problemas de los biciclos. El Kangaroo fue pronto superado por la bicicleta Rover y por otros modelos de seguridad modernos.